# Opera star
Opera star is een lied dat werd geschreven door Neil Young. Samen met zijn begeleidingsband Crazy Horse bracht hij het in 1981 uit op een single. Van de single verschenen het jaar erop ook nog enkele versies. Op de B-kant staat het nummer Surfer Joe and Moe the Sleaze.
Het nummer verscheen daarnaast op het album Re-ac-tor (1981), dat in een recensie in het muziekmagazine Rolling Stone beschreven staat als het meest ondergewaardeerde album van Neil Young. Young schreef het tijdens zijn tour door Australië met Crazy Horse.
Het beschrijft een derde persoon die achter een slaande deur achterblijft terwijl zijn vriendin zich op weg heeft gemaakt naar een operavoorstelling. De zanger herkent diens situatie: hij zal nooit tot die wereld van de hogere klasse behoren, want hij is geboren om te rocken.